# Dankbaarheid (lied)
Dankbaarheid is een lied van de Nederlandse rapper Gers Pardoel. Het werd in 2014 als single uitgebracht en stond in hetzelfde jaar als twaalfde track op het album De toekomst is van ons.

## Achtergrond
Dankbaarheid is geschreven door Jan-Willem Rozenboom en Gers Pardoel en geproduceerd door Pardoel. Het is een nummer uit het genre nederhop. In het lied zingt en rapt de artiest over zijn dankbaarheid voor zijn vader. Pardoel verloor zijn moeder op 17-jarige leeftijd aan kanker en nadien verslechterde zijn relatie met zijn vader. Hij besefte pas later hoe moeilijk het voor zijn vader moet zijn geweest en besefte dat zijn vader het altijd goed bedoelde. Toen zijn vader een hartaanval kreeg, die hij overleefde, schreef Pardoel het nummer.
Pardoel droeg het nummer op aan Sta op tegen kanker, een campagne van KWF Kankerbestrijding. Alle opbrengsten van het lied gingen ook naar dezelfde campagne. De rapper riep mensen ook op om hun dankbaarheid te tonen aan hun geliefden, aangezien het leven zomaar snel voorbij kan zijn. 
Het nummer werd bij radiozender FunX uitgeroepen tot DiXte track van de week.

## Hitnoteringen
De rapper had succes met het lied in de hitlijsten van Nederland. Het piekte op de 37e plaats van de Nederlandse Top 40 en stond twee weken in deze hitlijst. Het kwam tot de 44e positie van de Single Top 100 en stond drie weken in deze lijst.